# Phraates II
Phraates II của Parthia, con trai của Mithridates I của Parthia (171 - 128 TCN), người đã chinh phục Babylon. Ông cai trị Đế quốc Parthia từ năm 138 TCN đến năm 128 TCN. Ông đã bị tấn công vào năm 130 TCN bởi Antiochus VII Sidetes (138-129 BC), vua của đế chế Seleucid. Tuy vậy sau khi Antiochus VII đạt được một chiến thắng lớn đã bị đánh bại và bị giết chết trong một trận đánh ở Media vào năm 129 TCN, và đã đặt dấu chấm hết cho sự thống trị của đế chế Seleucid ở miền đông của sông Euphrates. Trong khi đó Parthia đã bị xâm lược bởi người Scythia, (bộ tộc Tochari của Đại Hạ), những người đã giúp Antiochus VII. Phraates II đã tiến hành chống lại họ, và đã bại vong trong một trận đánh lớn ở khu vực Media. Phraates II đã lấy Laodice, một người con gái của Cleopatra và Demetrius II Nicator.